# Liste der Kulturdenkmäler in Hochheim am Main
Die folgende Liste enthält die in der Denkmaltopographie ausgewiesenen Kulturdenkmäler auf dem Gebiet  der Gemeinde Hochheim am Main, Main-Taunus-Kreis, Hessen.
Hinweis: Die Reihenfolge der Denkmäler in dieser Liste orientiert sich zunächst an Ortsteilen und anschließend der Anschrift, alternativ ist sie auch nach der Bezeichnung, der vom Landesamt für Denkmalpflege vergebenen Nummer oder der Bauzeit sortierbar.
Kulturdenkmäler werden fortlaufend im Denkmalverzeichnis des Landes Hessen durch das Landesamt für Denkmalpflege Hessen auf Basis des Hessischen Denkmalschutzgesetzes (HDSchG) geführt. Die Schutzwürdigkeit eines Kulturdenkmals hängt nicht von der Eintragung in das Denkmalverzeichnis des Landes Hessen oder der Veröffentlichung in der Denkmaltopographie ab.

## Hochheim am Main
| Bild                                                                     | Bezeichnung                                            | Lage | Beschreibung | Bauzeit                         | Objekt-Nr. |
| ------------------------------------------------------------------------ | ------------------------------------------------------ | --- | --- | ------------------------------- | ---------- |
| weitere Bilder                                                           | Schönborner Hof                                        | Aichgasse 3 LageFlur: 39, Flurstück: 171/81                                                                             | Der Schönburger Hof ist ein herrschaftliches, zweigeschossiges Hofgebäude mit angrenzender verputzter, in Teilen alter Umfassungsmauer. In die Mauer ist eine Sandsteintafel mit Wappen der Schönborn-Boineburg aus dem Jahr 1659 eingelassen. | spätes 18. Jahrhundert          | 45831 DDB  |
|                                                                          |                                                        | Aichgasse 5 LageFlur: 39, Flurstück: 119                                                                                | Fachwerkhaus | mittleres 18. Jahrhundert       | 45832 DDB  |
| weitere Bilder                                                           |                                                        | Aichgasse 8 LageFlur: 39, Flurstück: 80                                                                                 | Fachwerkhaus mit Kalkbruchsteinsockel | spätes 18. Jahrhundert          | 45833 DDB  |
|                                                                          |                                                        | Aichgasse 11 und 13 LageFlur: 39, Flurstück: 114/3+4                                                                    | Barockes Gehöft des Frankfurter Karmeliterklosters | 18. Jahrhundert                 | 45834 DDB  |
| weitere Bilder                                                           | Daubhaus                                               | Am Daubhaus 6 LageFlur: 61, Flurstück: 2/10                                                                             | Villa | um 1910                         | 45898 DDB  |
|                                                                          |                                                        | Am Plan 1 LageFlur: 39, Flurstück: 233/50                                                                               | Fachwerkeckhaus | spätes 18. Jahrhundert          | 45835 DDB  |
| Zweigeschossiges repräsentatives Wohnhaus                                |                                                        | Am Plan 2 LageFlur: 39, Flurstück: 51                                                                                   | Wohnhaus | um 1770                         | 45837 DDB  |
| weitere Bilder                                                           | Madonnenfigur                                          | Am Plan o. Nr. LageFlur: 40, Flurstück: 88/2                                                                            | Spätbarocke lebensgroße Sandsteinfigur | 1770                            | 45836 DDB  |
| Königin-Victoria-Denkmal                                                 | Königin-Victoria-Denkmal                               | Außerhalb Ortslage, Weinberge LageFlur: 25, Flurstück: 166/8                                                            | Neugotisches Denkmal für den Besuch von Königin Viktoria | 1854                            | 45973 DDB  |
| Sandsteinrelief                                                          | Sandsteinrelief                                        | Außerhalb Ortslage, Weinberge, Neue Bergweg/Steinweg LageFlur: 30, Flurstück: 134/2                                     | Heiligenhäuschen | 1729                            | 45971 DDB  |
| Bildstock                                                                | Bildstock                                              | Außerhalb Ortslage, Weinberge, Reinweg/Rossgängerweg LageFlur: 35, Flurstück: 79/4                                      | | 1512                            | 45970 DDB  |
| Wegkreuz                                                                 | Wegkreuz                                               | Außerhalb Ortslage, Weinberge, Sandweg/Bangertweg LageFlur: 31, Flurstück: 97/1                                         | Klassizistisches Sandsteinkreuz | 1810                            | 45972 DDB  |
|                                                                          |                                                        | Bahnhofstraße 2 LageFlur: 31, Flurstück: 396/41                                                                         | Ehemalige Sektkellerei | 1893                            | 45838 DDB  |
| Bild gesucht BW                                                          |                                                        | Bahnhofstraße 8 LageFlur: 31, Flurstück: 144/19                                                                         | Einfamilienhaus von Helmut Rhode | um 1930                         | 45839 DDB  |
| Bahnhof Hochheim                                                         | Bahnhof Hochheim                                       | Bahnhofstraße 9 LageFlur: 32, Flurstück: 239/5                                                                          | Station der Taunusbahn | 1840                            | 45840 DDB  |
|                                                                          |                                                        | Bauerngasse 2 LageFlur: 39, Flurstück: 63/1                                                                             | Fachwerkhaus | spätes 18. Jahrhundert          | 45841 DDB  |
|                                                                          |                                                        | Bauerngasse 8 LageFlur: 39, Flurstück: 63/1                                                                             | Fachwerkeckhaus | aus dem Jahr 1752               | 45883 DDB  |
| Gefallenen- und Vermisstendenkmal                                        | Gefallenendenkmal                                      | Bei Kirchstraße 29 LageFlur: 39, Flurstück: 45/37                                                                       | Denkmal für die Gefallenen und Vermissten der Weltkriege | um 1960                         | 45895 DDB  |
|                                                                          |                                                        | Blumengasse 1 LageFlur: 37, Flurstück: 51                                                                               | Fachwerkhaus | spätes 18. Jahrhundert          | 45842 DDB  |
|                                                                          |                                                        | Blumengasse 5 LageFlur: 37, Flurstück: 101/48                                                                           | Fachwerkhaus | um 1720                         | 45843 DDB  |
|                                                                          |                                                        | Blumengasse 6 LageFlur: 37, Flurstück: 55                                                                               | Verputztes Fachwerkhaus | spätes 18. Jahrhundert          | 45844 DDB  |
|                                                                          |                                                        | Blumengasse 7 LageFlur: 37, Flurstück: 46                                                                               | Fachwerkwohnhaus | um 1720                         | 45845 DDB  |
|                                                                          |                                                        | Blumengasse 8 LageFlur: 37, Flurstück: 56                                                                               | Fachwerkhaus | um 1720                         | 45846 DDB  |
| Evangelische Pfarrkirche                                                 | Evangelische Pfarrkirche                               | Burgeffstraße 5 LageFlur: 41, Flurstück: 200/81                                                                         | Neuromanischer Kirchenbau auf Grundlage einer älteren Kapelle | 1894                            | 45847 DDB  |
| weitere Bilder                                                           | Bildstock                                              | Burgeffstraße 30/Wilhelmstraße LageFlur: 42, Flurstück: 76/1                                                            | Säulenbildstock | 1613                            | 45848 DDB  |
| Ehemaliges Kelterhaus                                                    | Ehemaliges Kelterhaus                                  | Burgeffstraße 32 LageFlur: 42, Flurstück: 918/78                                                                        | Backsteinbau | um 1890                         | 45849 DDB  |
|                                                                          |                                                        | Burgeffstraße 40 LageFlur: 42, Flurstück: 80                                                                            | Backsteinwohnhaus | um 1890                         | 45850 DDB  |
| Wasserturm                                                               | Wasserturm                                             | Burgeffstraße 42 LageFlur: 61, Flurstück: 479/8                                                                         | | um 1890                         | 45851 DDB  |
| weitere Bilder                                                           | Ehemaliges Elektrizitätswerk                           | Flörsheimer Straße 2 LageFlur: 12, Flurstück: 768/5                                                                     | Backsteinbau, in der Form einer Villa | errichtet 1904                  | 45855 DDB  |
| Sandsteinrelief                                                          | Sandsteinrelief                                        | Flörsheimer Straße/Goethestraße LageFlur: 14, Flurstück: 186                                                            | Heiligenhäuschen | wieder errichtet 1964           | 45852 DDB  |
| weitere Bilder                                                           | Friedhof, Kreuzigungsgruppe, Mausoleum, Grabstätten    | Flörsheimer Straße o. Nr. LageFlur: 30, Flurstück: 12/12                                                                | | 1895 bis 1905                   | 45853 DDB  |
| Kaiserhof                                                                | Kaiserhof                                              | Frankfurter Straße 1 LageFlur: 40, Flurstück: 1/3                                                                       | Backsteinbau | 19. Jahrhundert                 | 45856 DDB  |
| weitere Bilder                                                           | Sachteil: Portal                                       | Frankfurter Straße 8 LageFlur: 41, Flurstück: 99/1                                                                      | Barocke Toreinfahrt | Anfang 18. Jahrhundert          | 45858 DDB  |
|                                                                          |                                                        | Frankfurter Straße 10 LageFlur: 41, Flurstück: 227/98                                                                   | Bürgerhaus | 18. Jahrhundert                 | 45859 DDB  |
|                                                                          |                                                        | Frankfurter Straße 12 LageFlur: 41, Flurstück: 96/1                                                                     | Verputztes Fachwerkhaus | spätes 18. Jahrhundert          | 45860 DDB  |
|                                                                          |                                                        | Frankfurter Straße 14 LageFlur: 41, Flurstück: 210/94                                                                   | Barockes Wohnhaus | 18. Jahrhundert                 | 45861 DDB  |
| Pietà von 1885                                                           | Pietà                                                  | Frankfurter Straße 68 LageFlur: 13, Flurstück: 305/3                                                                    | | 1885                            | 45862 DDB  |
| weitere Bilder                                                           | Weinbergshäuschen                                      | Gegenüber Mainzer Straße 35 LageFlur: 35, Flurstück: 65/2                                                               | Neugotisches Gebäude | letztes Drittel 19. Jahrhundert | 45921 DDB  |
|                                                                          |                                                        | Geheimrat-Hummel-Platz 1a LageFlur: 37, Flurstück: 28/22                                                                | neuklassizistisches Verwaltungsgebäude | 1887                            | 45863 DDB  |
|                                                                          |                                                        | Geheimrat-Hummel-Platz 4 LageFlur: 37, Flurstück: 13/2                                                                  | spätklassizistische Villa | um 1875                         | 45864 DDB  |
| Gesamtanlage Hochheim                                                    | Gesamtanlage Hochheim                                  | Lage | |                                 | 45830 DDB  |
|                                                                          |                                                        | Hintergasse 2 LageFlur: 40, Flurstück: 36/26                                                                            | Gasthofgebäude | 18. Jahrhundert                 | 45865 DDB  |
|                                                                          |                                                        | Hintergasse 6 LageFlur: 40, Flurstück: 40                                                                               | Fachwerkwohnhaus | um 1730                         | 45866 DDB  |
|                                                                          |                                                        | Hintergasse 7 LageFlur: 40, Flurstück: 20                                                                               | Fachwerkhaus | spätes 18. Jahrhundert          | 45867 DDB  |
|                                                                          |                                                        | Hintergasse 9 LageFlur: 40, Flurstück: 21                                                                               | Fachwerk-Gehöft | um 1750                         | 45868 DDB  |
| weitere Bilder                                                           |                                                        | Hintergasse 10 LageFlur: 40, Flurstück: 42/1                                                                            | Wohnhaus und Küferei | 1797                            | 45869 DDB  |
|                                                                          |                                                        | Hintergasse 20 LageFlur: 40, Flurstück: 49/1                                                                            | Kleinbauernhaus | 1674                            | 45870 DDB  |
|                                                                          |                                                        | Hintergasse 21 LageFlur: 40, Flurstück: 109/24                                                                          | Fachwerkhaus | 1731                            | 45871 DDB  |
|                                                                          |                                                        | Hintergasse 27 LageFlur: 40, Flurstück: 76                                                                              | verputztes Fachwerkhaus | 17. Jahrhundert                 | 45872 DDB  |
|                                                                          |                                                        | Hintergasse 34 LageFlur: 40, Flurstück: 56/1                                                                            | Hofreite | 17. Jahrhundert                 | 45873 DDB  |
|                                                                          |                                                        | Hintergasse 42 LageFlur: 40, Flurstück: 62/2                                                                            | Fachwerkhaus und Scheune | spätes 17. Jahrhundert          | 45874 DDB  |
|                                                                          |                                                        | Hintergasse 44 LageFlur: 40, Flurstück: 61/4                                                                            | Fachwerkhaus | 1709                            | 45875 DDB  |
|                                                                          |                                                        | Hintergasse 50 LageFlur: 40, Flurstück: 65                                                                              | schmales Fachwerkwohnhaus | 17. Jahrhundert                 | 45876 DDB  |
| Fachwerkwohnhauses, vermutlich aus dem 17. Jahrhundert (Handwerkerhaus?) |                                                        | Hintergasse 54 LageFlur: 40, Flurstück: 67                                                                              | Fachwerkhaus | vermutlich 17. Jahrhundert      | 45877 DDB  |
| Fachwerkhaus                                                             |                                                        | Hintergasse 60 LageFlur: 40, Flurstück: 70                                                                              | Fachwerkhaus, Östlich historische Stadtmauer | 17. Jahrhundert                 | 45878 DDB  |
| weitere Bilder                                                           | Katholisches Pfarrhaus                                 | Hintergasse 62 LageFlur: 40, Flurstück: 71/1                                                                            | | um 1730                         | 45879 DDB  |
| Sachteil: Marienfigur                                                    | Sachteil: Marienfigur                                  | Kirchstraße 2 LageFlur: 40, Flurstück: 112/9                                                                            | | 1725 bis 1775                   | 45880 DDB  |
|                                                                          |                                                        | Kirchstraße 3 LageFlur: 39, Flurstück: 54                                                                               | | Ende 18. Jahrhundert            | 45881 DDB  |
|                                                                          |                                                        | Kirchstraße 10 LageFlur: 40, Flurstück: 12                                                                              | | 1796                            | 45882 DDB  |
|                                                                          |                                                        | Kirchstraße 12 LageFlur: 40, Flurstück: 13/3                                                                            | | 1725 bis 1775                   | 45884 DDB  |
| weitere Bilder                                                           |                                                        | Kirchstraße 13 LageFlur: 39, Flurstück: 67/3                                                                            | | 1875                            | 45885 DDB  |
|                                                                          |                                                        | Kirchstraße 15 LageFlur: 39, Flurstück: 67/1                                                                            | | Anfang 17. Jahrhundert          | 45886 DDB  |
| Ehemaliges Katasteramt                                                   | Ehemaliges Katasteramt                                 | Kirchstraße 17 LageFlur: 39, Flurstück: 133/1                                                                           | | 1745 bis 1755                   | 45887 DDB  |
| Ehemaliges Zollamt und Amtsgericht                                       | Ehemaliges Zollamt und Amtsgericht                     | Kirchstraße 19 Lage | | 1725                            | 45888 DDB  |
|                                                                          |                                                        | Kirchstraße 20 LageFlur: 40, Flurstück: 28/2                                                                            | | Ende 17. Jahrhundert            | 45889 DDB  |
| weitere Bilder                                                           | Amtsgerichtsgebäude mit ehemaliger Jugendarrestanstalt | Kirchstraße 21 LageFlur: 39, Flurstück: 227/136                                                                         | | 1912                            | 45890 DDB  |
| Ehemalige Domdechaney                                                    | Ehemalige Domdechaney                                  | Kirchstraße 23-25 LageFlur: 39, Flurstück: 224/136                                                                      | | 1767                            | 45891 DDB  |
| weitere Bilder                                                           |                                                        | Kirchstraße 24 LageFlur: 40, Flurstück: 30/1                                                                            | Zweigeschossiges, giebelständiges Fachwerkhaus mit massiv erneuertem Erdgeschoss. | 1725 bis 1775                   | 45892 DDB  |
| weitere Bilder                                                           | Katholische Pfarrkirche St. Peter und Paul             | Kirchstraße 27 LageFlur: 39, Flurstück: 183/140, 138/1                                                                  | | 1731                            | 45893 DDB  |
| weitere Bilder                                                           | Küsterhaus                                             | Kirchstraße 29 LageFlur: 39, Flurstück: 141/2, 153/1                                                                    | | 1746                            | 45894 DDB  |
| weitere Bilder                                                           | Sachteil: Mondsichelmadonna                            | Kirchstraße 34 LageFlur: 40, Flurstück: 125/82                                                                          | | 1955                            | 45896 DDB  |
|                                                                          |                                                        | Kirchstraße 38 LageFlur: 40, Flurstück: 78, 79                                                                          | | 1795 bis 1805                   | 45897 DDB  |
|                                                                          |                                                        | Laternengasse 1 LageFlur: 39, Flurstück: 9/3                                                                            | | 1711                            | 45899 DDB  |
|                                                                          |                                                        | Laternengasse 2/4 LageFlur: 39, Flurstück: 17/1, 18/1                                                                   | | 1695 bis 1705                   | 45900 DDB  |
|                                                                          |                                                        | Mainweg 7 LageFlur: 32, Flurstück: 124/6                                                                                | | 1928                            | 45901 DDB  |
| Bild gesucht BW                                                          |                                                        | Mainweg 24 LageFlur: 31, Flurstück: 613                                                                                 | | 1815 bis 1825                   | 45902 DDB  |
|                                                                          |                                                        | Mainzer Straße 2 LageFlur: 39, Flurstück: 49                                                                            | | 1795 bis 1805                   | 45905 DDB  |
|                                                                          |                                                        | Mainzer Straße 3 LageFlur: 37, Flurstück: 68/1                                                                          | | 1608                            | 45906 DDB  |
|                                                                          |                                                        | Mainzer Straße 4 LageFlur: 37, Flurstück: 204/48                                                                        | | Anfang 17. Jahrhundert          | 45907 DDB  |
|                                                                          |                                                        | Mainzer Straße 5 LageFlur: 37, Flurstück: 105/67                                                                        | | 1795 bis 1805                   | 45908 DDB  |
|                                                                          |                                                        | Mainzer Straße 8 LageFlur: 39, Flurstück: 46                                                                            | | 1775 bis 1785                   | 45909 DDB  |
|                                                                          |                                                        | Mainzer Straße 10 LageFlur: 39, Flurstück: 162/31                                                                       | | 1725 bis 1775                   | 45910 DDB  |
|                                                                          |                                                        | Mainzer Straße 13 LageFlur: 37, Flurstück: 58/1                                                                         | | 1675 bis 1725                   | 45911 DDB  |
|                                                                          |                                                        | Mainzer Straße 15 LageFlur: 37, Flurstück: 57                                                                           | | 1725 bis 1775                   | 45912 DDB  |
| Ehemaliger Antoniter Klosterhof                                          | Ehemaliger Antoniter Klosterhof                        | Mainzer Straße 18 LageFlur: 39, Flurstück: 15, 16                                                                       | | Anfang 18. Jahrhundert          | 45913 DDB  |
|                                                                          |                                                        | Mainzer Straße 19 LageFlur: 37, Flurstück: 100/42                                                                       | | 1725 bis 1775                   | 45914 DDB  |
|                                                                          |                                                        | Mainzer Straße 20 LageFlur: 39, Flurstück: 14/1                                                                         | | Ende 18. Jahrhundert            | 45915 DDB  |
|                                                                          |                                                        | Mainzer Straße 21 LageFlur: 37, Flurstück: 140/45                                                                       | | Ende 18. Jahrhundert            | 45916 DDB  |
| Hochheimer/Dalheimer Hof                                                 | Hochheimer/Dalheimer Hof                               | Mainzer Straße 22-24 LageFlur: 39, Flurstück: 12/5                                                                      | | 1625 bis 1675                   | 45917 DDB  |
|                                                                          |                                                        | Mainzer Straße 23-25,25a, 23a und Neudorfgasse 2-4, 7a-c LageFlur: 37, Flurstück: 140/35,140/37-39,140/41,140/43,140/44 | | Ende 19. Jahrhundert            | 45918 DDB  |
|                                                                          |                                                        | Mainzer Straße 26 LageFlur: 39, Flurstück: 12/5                                                                         | | 1795                            | 45919 DDB  |
| weitere Bilder                                                           |                                                        | Mainzer Straße 27 LageFlur: 37, Flurstück: 23                                                                           | | 1625 bis 1675                   | 45920 DDB  |
| Villa Burgeff                                                            | Villa Burgeff                                          | Mainzer Straße 35 LageFlur: 37, Flurstück: 7/10                                                                         | | 1895 bis 1905                   | 45922 DDB  |
| Kreuzigungsgruppe                                                        | Kreuzigungsgruppe                                      | Mainzer Straße/Geheimrat-Hummel-Platz LageFlur: 37, Flurstück: 28/22                                                    | | 1725                            | 45903 DDB  |
| Kriegerdenkmal                                                           | Kriegerdenkmal                                         | Mainzer Straße o. Nr. LageFlur: 37, Flurstück: 89/9                                                                     | | 1871                            | 45904 DDB  |
| Wasserturm                                                               | Wasserturm                                             | Massenheimer Landstraße 3 LageFlur: 7, Flurstück: 35/5                                                                  | | 1896                            | 45923 DDB  |
| weitere Bilder                                                           |                                                        | Neudorfgasse 1 LageFlur: 37, Flurstück: 31                                                                              | | 1695 bis 1705                   | 45924 DDB  |
| weitere Bilder                                                           | Sachteil: Inschriftentafel                             | Neudorfgasse 12 LageFlur: 38, Flurstück: 189/12                                                                         | | 1714                            | 45925 DDB  |
| weitere Bilder                                                           |                                                        | Neudorfgasse 22 LageFlur: 38, Flurstück: 23, 30/2                                                                       | | 1675 bis 1725                   | 45926 DDB  |
| Bild gesucht BW                                                          | Eisenbahnbrücke                                        | Ohne Anschrift LageFlur: 33, Flurstück: 327/4                                                                           | | 1839                            | 68985 DDB  |
| Hochheimer Eisenbahnbrücke                                               | Kostheimer Brücke                                      | Ohne Anschrift LageFlur: 33, 52, Flurstück: 71/1, 1/19, 12/1                                                            | zweitlängste Flussbrücke Hessens | 1904                            | 927956 DDB |
| Nassauische Marmor-Grenzsäule                                            | Nassauische Marmor-Grenzsäule                          | Ohne Anschrift LageFlur: 34, Flurstück: 131                                                                             | |                                 | 68988 DDB  |
| weitere Bilder                                                           | Sachteile: Sichtgitter                                 | Rathausstraße 3 LageFlur: 39, Flurstück: 45                                                                             | | 1825 bis 1875                   | 45927 DDB  |
|                                                                          |                                                        | Rathausstraße 8 LageFlur: 39, Flurstück: 209/57                                                                         | | 1611                            | 45928 DDB  |
| weitere Bilder                                                           |                                                        | Rathausstraße 9 LageFlur: 39, Flurstück: 191/42                                                                         | | 1725 bis 1775                   | 45929 DDB  |
| weitere Bilder                                                           |                                                        | Rathausstraße 10 LageFlur: 39, Flurstück: 60/3                                                                          | | 1850 bis 1860                   | 45930 DDB  |
|                                                                          |                                                        | Rathausstraße 13 LageFlur: 39, Flurstück: 40/1                                                                          | | Anfang 18. Jahrhundert          | 45931 DDB  |
| Verputztes traufständiges Fachwerkhaus                                   |                                                        | Rathausstraße 14 LageFlur: 39, Flurstück: 84                                                                            | | 1725 bis 1775                   | 45932 DDB  |
|                                                                          |                                                        | Rathausstraße 15 LageFlur: 39, Flurstück: 39                                                                            | | Anfang 18. Jahrhundert          | 45933 DDB  |
|                                                                          |                                                        | Rathausstraße 18 LageFlur: 39, Flurstück: 107                                                                           | | 1675 bis 1725                   | 45934 DDB  |
|                                                                          |                                                        | Rathausstraße 19 LageFlur: 39, Flurstück: 23                                                                            | | 1725 bis 1775                   | 45935 DDB  |
| weitere Bilder                                                           |                                                        | Rathausstraße 20 LageFlur: 39, Flurstück: 175/106                                                                       | | 1609                            | 45936 DDB  |
|                                                                          |                                                        | Rathausstraße 20a LageFlur: 39, Flurstück: 217/103                                                                      | | 1695 bis 1705                   | 45969 DDB  |
| weitere Bilder                                                           |                                                        | Rathausstraße 21 LageFlur: 39, Flurstück: 205/22                                                                        | | 1670                            | 45937 DDB  |
| Bild gesucht BW                                                          |                                                        | Rathausstraße 22 LageFlur: 39, Flurstück: 96/1                                                                          | |                                 | 45938 DDB  |
|                                                                          |                                                        | Rathausstraße 23 LageFlur: 39, Flurstück: 12/5                                                                          | | 1565 bis 1575                   | 45939 DDB  |
|                                                                          |                                                        | Rathausstraße 24 LageFlur: 39, Flurstück: 99                                                                            | | 1675 bis 1725                   | 45940 DDB  |
| weitere Bilder                                                           |                                                        | Rathausstraße 27 LageFlur: 39, Flurstück: 6                                                                             | | 1625 bis 1675                   | 45941 DDB  |
|                                                                          |                                                        | Rathausstraße 29 LageFlur: 39, Flurstück: 5                                                                             | | 1865                            | 45942 DDB  |
| weitere Bilder                                                           |                                                        | Rathausstraße 30 LageFlur: 39, Flurstück: 96/1                                                                          | | 1863                            | 45943 DDB  |
|                                                                          |                                                        | Rathausstraße 31 LageFlur: 39, Flurstück: 4                                                                             | | Ende 17. Jahrhundert            | 45944 DDB  |
| weitere Bilder                                                           |                                                        | Rathausstraße 32 LageFlur: 39, Flurstück: 94, 95                                                                        | | Ende 17. Jahrhundert            | 45945 DDB  |
| weitere Bilder                                                           |                                                        | Rathausstraße 33 LageFlur: 39, Flurstück: 3                                                                             | | Anfang 17. Jahrhundert          | 45946 DDB  |
| Bild gesucht BW                                                          | Stadtmauer                                             | Rathausstraße 34 LageFlur: 39, Flurstück: 95                                                                            | | 1525 bis 1575                   | 45947 DDB  |
|                                                                          |                                                        | Rathausstraße 36 LageFlur: 39, Flurstück: 92                                                                            | | Anfang 17. Jahrhundert          | 45948 DDB  |
| Bildstock                                                                | Bildstock                                              | Steinweg/Flörsheimer Straße LageFlur: 30, Flurstück: 377                                                                | | 1662                            | 45949 DDB  |
| Wegkreuz                                                                 | Wegkreuz                                               | Stiehlweg o. Nr. LageFlur: 35, Flurstück: 24/1                                                                          | |                                 | 45950 DDB  |
| Kapelle und Kreuzigungsgruppe                                            | Kapelle und Kreuzigungsgruppe                          | Vor Flörsheimer Straße 2 LageFlur: 12, Flurstück: 762/6                                                                 | | 1715 bis 1725                   | 45854 DDB  |
| weitere Bilder                                                           | Sachteile: Eckständer                                  | Weiherstraße 1 LageFlur: 41, Flurstück: 109/1                                                                           | | 1525 bis 1575                   | 45857 DDB  |
|                                                                          |                                                        | Weiherstraße 11 LageFlur: 41, Flurstück: 222/105                                                                        | | 1907                            | 45951 DDB  |
|                                                                          |                                                        | Weiherstraße 13 LageFlur: 41, Flurstück: 189/79                                                                         | | 1835 bis 1845                   | 45952 DDB  |
| Wegkreuz                                                                 | Wegkreuz                                               | Weiherstraße 25 LageFlur: 41, Flurstück: 13/4                                                                           | | 1694                            | 45953 DDB  |
|                                                                          |                                                        | Weiherstraße 27 LageFlur: 8, Flurstück: 160/1                                                                           | | Anfang 20. Jahrhundert          | 45954 DDB  |
|                                                                          |                                                        | Weiherstraße 47 LageFlur: 8, Flurstück: 166/1                                                                           | | 1905 bis 1915                   | 45955 DDB  |
| Bild gesucht BW                                                          | Ruhestein                                              | Weinbergstraße o. Nr. LageFlur: 26, Flurstück: 32                                                                       | |                                 | 45957 DDB  |
| Außenansicht des jüdischen Friedhofs in Hochheim am Main                 | Jüdischer Friedhof                                     | Weinbergstraße/Weiler Weg LageFlur: 27, Flurstück: 287/238                                                              | | Anfang 20. Jahrhundert          | 45956 DDB  |
| Bild gesucht BW                                                          | Ruhestein                                              | Wieserweg o. Nr. LageFlur: 59, Flurstück: 165                                                                           | |                                 | 45958 DDB  |
| weitere Bilder                                                           |                                                        | Wilhelmstraße 1 LageFlur: 38, Flurstück: 179/64                                                                         | |                                 | 45959 DDB  |
| Ehemalige Kinderschule                                                   | Ehemalige Kinderschule                                 | Wilhelmstraße 4 LageFlur: 42, Flurstück: 71/5                                                                           | | 1899                            | 45960 DDB  |
|                                                                          |                                                        | Wilhelmstraße 5 LageFlur: 38, Flurstück: 206/68                                                                         | | 1895 bis 1905                   | 45961 DDB  |
|                                                                          |                                                        | Wintergasse 2 LageFlur: 39, Flurstück: 194/131                                                                          | | 1740                            | 45962 DDB  |
| weitere Bilder                                                           |                                                        | Wintergasse 4 c-e LageFlur: 39, Flurstück: 130/5                                                                        | | 1737                            | 45963 DDB  |
|                                                                          |                                                        | Wintergasse 6 LageFlur: 39, Flurstück: 117/2                                                                            | | 1675 bis 1725                   | 45964 DDB  |
|                                                                          |                                                        | Wintergasse 9 LageFlur: 39, Flurstück: 77                                                                               | | Anfang 18. Jahrhundert          | 45965 DDB  |
| Zweigeschossiges Gebäude (westlich mit Aichgasse 8 zusammengebaut)       |                                                        | Wintergasse 11 LageFlur: 39, Flurstück: 78                                                                              | | Anfang 18. Jahrhundert          | 45966 DDB  |
|                                                                          |                                                        | Wintergasse 12 LageFlur: 39, Flurstück: 203/108                                                                         | | 1756                            | 45967 DDB  |
| weitere Bilder                                                           |                                                        | Wintergasse 13 LageFlur: 39, Flurstück: 88/2, 89                                                                        | | 1742                            | 45968 DDB  |

## Massenheim
| Bild                   | Bezeichnung                  | Lage                                                       | Beschreibung | Bauzeit                | Objekt-Nr. |
| ---------------------- | ---------------------------- | ---------------------------------------------------------- | ------------ | ---------------------- | ---------- |
| weitere Bilder         |                              | Alte Dorfgasse 5 LageFlur: 11, Flurstück: 394/139          |              | 1725 bis 1775          | 45976 DDB  |
| weitere Bilder         |                              | Alte Dorfgasse 7 LageFlur: 11, Flurstück: 140/1            |              | Anfang 18. Jahrhundert | 45977 DDB  |
| weitere Bilder         |                              | Alte Dorfgasse 11 LageFlur: 11, Flurstück: 436/155         |              | 1725 bis 1775          | 45978 DDB  |
|                        |                              | Alte Dorfgasse 13 LageFlur: 11, Flurstück: 428/151         |              | 1725 bis 1775          | 45979 DDB  |
|                        |                              | Alte Dorfgasse 16 LageFlur: 11, Flurstück: 427/98          |              | 1564                   | 45980 DDB  |
| weitere Bilder         |                              | Alte Dorfgasse 20 LageFlur: 11, Flurstück: 90/1            |              | Anfang 19. Jahrhundert | 45981 DDB  |
| weitere Bilder         |                              | Alte Dorfgasse 22 LageFlur: 11, Flurstück: 88/2            |              | 1725 bis 1775          | 45982 DDB  |
|                        |                              | An der Kirche 1 LageFlur: 11, Flurstück: 51/1              |              | 1580                   | 45983 DDB  |
| weitere Bilder         | Evangelische Pfarrkirche     | An der Kirche 3 LageFlur: 11, Flurstück: 372/19,18/1, 18/2 |              | 1725 bis 1775          | 45984 DDB  |
|                        |                              | An der Kirche 8 LageFlur: 11, Flurstück: 356/52            |              | 1725 bis 1775          | 45985 DDB  |
| Ehemalige Zehntscheune | Ehemalige Zehntscheune       | Gartenstraße 1a LageFlur: 11, Flurstück: 336/118           |              | 1706                   | 45986 DDB  |
|                        |                              | Gartenstraße 3 LageFlur: 11, Flurstück: 358/113            |              | 1898                   | 45987 DDB  |
| Bild gesucht BW        | Gesamtanlage Massenheim      | Lage                                                       |              |                        | 45975 DDB  |
|                        |                              | Hauptstraße 4 LageFlur: 10, Flurstück: 32/1                |              | Anfang 18. Jahrhundert | 45988 DDB  |
| weitere Bilder         |                              | Hauptstraße 6 LageFlur: 10, Flurstück: 34/1                |              | 1803                   | 45989 DDB  |
| weitere Bilder         | zugehörig: Alte Dorfgasse 1a | Hauptstraße 7 LageFlur: 11, Flurstück: 124/1+2             |              | Ende 18. Jahrhundert   | 45990 DDB  |
|                        |                              | Hauptstraße 8 LageFlur: 10, Flurstück: 37/1                |              | 1674                   | 45991 DDB  |
| weitere Bilder         |                              | Hauptstraße 12 LageFlur: 10, Flurstück: 141/42             |              | 1695 bis 1705          | 45992 DDB  |
| weitere Bilder         |                              | Hauptstraße 30 LageFlur: 10, Flurstück: 61/2               |              | 1573                   | 45993 DDB  |
| weitere Bilder         |                              | Pfarrgasse 1 LageFlur: 11, Flurstück: 40/1                 |              | 1725 bis 1775          | 53335 DDB  |
| weitere Bilder         |                              | Pfarrgasse 2 LageFlur: 11, Flurstück: 363/133              |              | 1695 bis 1705          | 45994 DDB  |
|                        |                              | Pfarrgasse 3 LageFlur: 11, Flurstück: 272/42               |              | 1725 bis 1775          | 45995 DDB  |
| weitere Bilder         | Ehemaliges Pfarrhaus         | Pfarrgasse 4 LageFlur: 11, Flurstück: 135/3                |              | 1772                   | 45996 DDB  |
| weitere Bilder         |                              | Pfarrgasse 6 LageFlur: 11, Flurstück: 385/145              |              | 1745 bis 1755          | 45997 DDB  |
| weitere Bilder         |                              | Pfarrgasse 8 LageFlur: 11, Flurstück: 144/1                |              | 1775 bis 1785          | 45998 DDB  |
|                        |                              | Pfarrgasse 15 LageFlur: 11, Flurstück: 62/1                |              | Anfang 19. Jahrhundert | 45999 DDB  |
| weitere Bilder         | Ehemaliges Rathaus           | Schloßgasse 1 LageFlur: 10, Flurstück: 31/1                |              | 1725 bis 1775          | 46000 DDB  |
|                        |                              | Schloßgasse 2 LageFlur: 10, Flurstück: 21/1                |              | Ende 17. Jahrhundert   | 46001 DDB  |
|                        |                              | Schloßgasse 4 LageFlur: 10, Flurstück: 137/24              |              | 1675 bis 1725          | 46002 DDB  |
| weitere Bilder         | Schloss Massenheim           | Schloßgasse 6 LageFlur: 10, Flurstück: 94/64,63            |              | 1735 bis 1745          | 46003 DDB  |
|                        |                              | Untergasse 1 LageFlur: 10, Flurstück: 19/1                 |              | 1675 bis 1725          | 46004 DDB  |
|                        |                              | Untergasse 8 LageFlur: 11, Flurstück: 453/32               |              | 1675 bis 1725          | 46005 DDB  |
|                        |                              | Untergasse 9 LageFlur: 10, Flurstück: 10                   |              | 1725 bis 1775          | 46006 DDB  |
| weitere Bilder         |                              | Untergasse 11 LageFlur: 10, Flurstück: 130/5               |              | 1695 bis 1705          | 46007 DDB  |
| weitere Bilder         |                              | Untergasse 12 LageFlur: 11, Flurstück: 28                  |              | 1675 bis 1725          | 46008 DDB  |
| weitere Bilder         |                              | Untergasse 14 LageFlur: 11, Flurstück: 22/3                |              | 1675 bis 1725          | 46009 DDB  |
| weitere Bilder         | Friedhof, Gefallenendenkmal  | Untergasse o. Nr. LageFlur: 35, Flurstück: 227             |              | 1871                   | 46010 DDB  |
| Bild gesucht BW        | Ottmühle                     | Wickerbachmühle 3 LageFlur: 25, Flurstück: 21/2            |              | 1694                   | 46012 DDB  |
| Trafostation           | Trafostation                 | Wickerer Straße 2 LageFlur: 29, Flurstück: 41              |              | 1915 bis 1925          | 46011 DDB  |